# Royalty (XXXTentacion)
Royalty è un singolo del rapper statunitense XXXTentacion, in collaborazione con Ky-Mani Marley, Stefflon Don e Vybz Kartel, pubblicato il 19 luglio 2019 dalla Empire Distribution e Bad Vibes Forever, come primo estratto dell'album in studio Bad Vibes Forever.
Secondo il Los Angeles Times, il brano sarebbe stato inserito nell'album ? (Deluxe), pubblicato il 6 settembre 2019. Successivamente, tale affermazione si è rivelata non veritiera.
Tutti gli artisti presenti nel brano hanno radici giamaicane: Vybz Kartel è nato a Kingston, in Giamaica, Stefflon Don è etnicamente giamaicana anche se è nata nel Regno Unito e Ky-Mani Marley è uno dei figli del noto musicista giamaicano Bob Marley.
In passato, Onfroy e Vybz Kartel avevano già collaborato insieme per un remix mai pubblicato del brano In Heaven.

## Antefatti
Nel 2016, durante una sessione su Periscope, XXXTentacion ha parlato brevemente delle sue radici giamaicane mentre prendeva di mira il cantante Drake riguardo alla controversia col singolo Look At Me!.
Il 18 gennaio 2018, XXXTentacion ha rivelato su Instagram l'arrivo imminente di una collaborazione con Vybz Kartel, che al tempo scontava un ergastolo per omicidio.
Dopo la morte del rapper, Royalty è stato ampiamente presentato in anteprima in diversi memoriali. La data d'uscita e la copertina della canzone sono stati annunciati dalla madre del rapper poco prima della sua uscita prevista per il 19 luglio 2019. La copertina della canzone, disegnata da Dylan Noir, rappresenta una bandiera giamaicana stesa sul disegno della mano del retro delle famigerate felpe con cappuccio "Kill" del marchio Revenge dello stesso XXXTentacion.
Ky-Mani Marley e Stefflon Don sono stati aggiunti al brano come featuring, dopo la morte di Onfroy.

## Tracce
1. Royalty – 3:23 (testo: Jahseh Onfroy, Stephanie Allen, Adidja Palmer, Ky-Mani Marley – musica: Jon Fx)

## Formazione
Musicisti
- XXXTentacion – voce, testo
- Ky-Mani Marley – voce, testo
- Stefflon Don – voce, testo
- Vybz Kartel – voce, testo

Produzione
- Jon Fx – produzione